# 楊草仙
楊草仙（約1838年—1944年），中國書法家，名夢臺，字永光，號草仙，以號行於世。為中國四川簡陽縣人，祖籍達縣。擅長草書，曾於1927年來台，於各地廟宇留下不少墨寶。

## 生平簡介
楊草仙確切出生年歲，目前尚有爭論，一般認為出生在1838年（道光十七年）。 。不過也有研究認為楊草仙應出生在1859年前後，而誇大了將近二十歲 。
楊草仙擅長草書、作詩、中醫等，終其一生經常義診，施藥以行善。家族皆以耕讀相傳，而楊草仙童年時就隨父親楊隱奇學習書法，立下要「獨立一家書」的心志。先生積極支持國內革命。他習書甚早，但是成年很晚，年輕時常在四川四處遊覽，喜好於各地名勝題字。1918年左右，開始了鬻字生涯。1922年，楊草仙赴日本參加東京書道大會，有許多中日書法名家及名流參與，作品在會中被譽為「三千年第一狂草通神之書」，於是獲得盛名。隔年遇上關東大地震，於是在大阪與東京二地揮毫義買，所得全數捐助災民。當年也遠赴東南亞各國展覽。
晚年雲遊各地，足跡遍及中國東北、山東，以及朝鮮半島、日本等國。1927年（民國十六年、昭和二年）9月偕同其子及單亦如女士至台灣，在台旅居三年，足跡曾遍及全台，初到台灣時，先寄住在大稻埕屈臣藥房，在永樂座、〈臺灣日日新報〉報社、新竹公會堂、台南公會堂、台中公會堂等地辦理「揮毫會」、展覽等，各地留下墨跡，如學甲慈濟宮正殿廟壁「龍飛」、「鳳舞」大字狂草，霧峰林家下厝宮保第「春秋又八千」匾額等作品 。旅台期間多半寄居在新竹鄭氏北郭園中。曾經擔任新竹「書畫精益會」全台書畫展評審。 。期間更與南社詩人相互酬唱。當時台灣日日新報曾大幅報導他的活動情況，並譽揚為「中國三千年草聖」。
據報導，他公開揮毫時，如同特技表演，常用三十餘斤的大筆，在寫字前會先打拳，以舒活筋骨，而後抱起大筆浸入巨大墨缸，再以筆寫在白布上，表演後再供現場人士求取墨跡。

## 書法成就

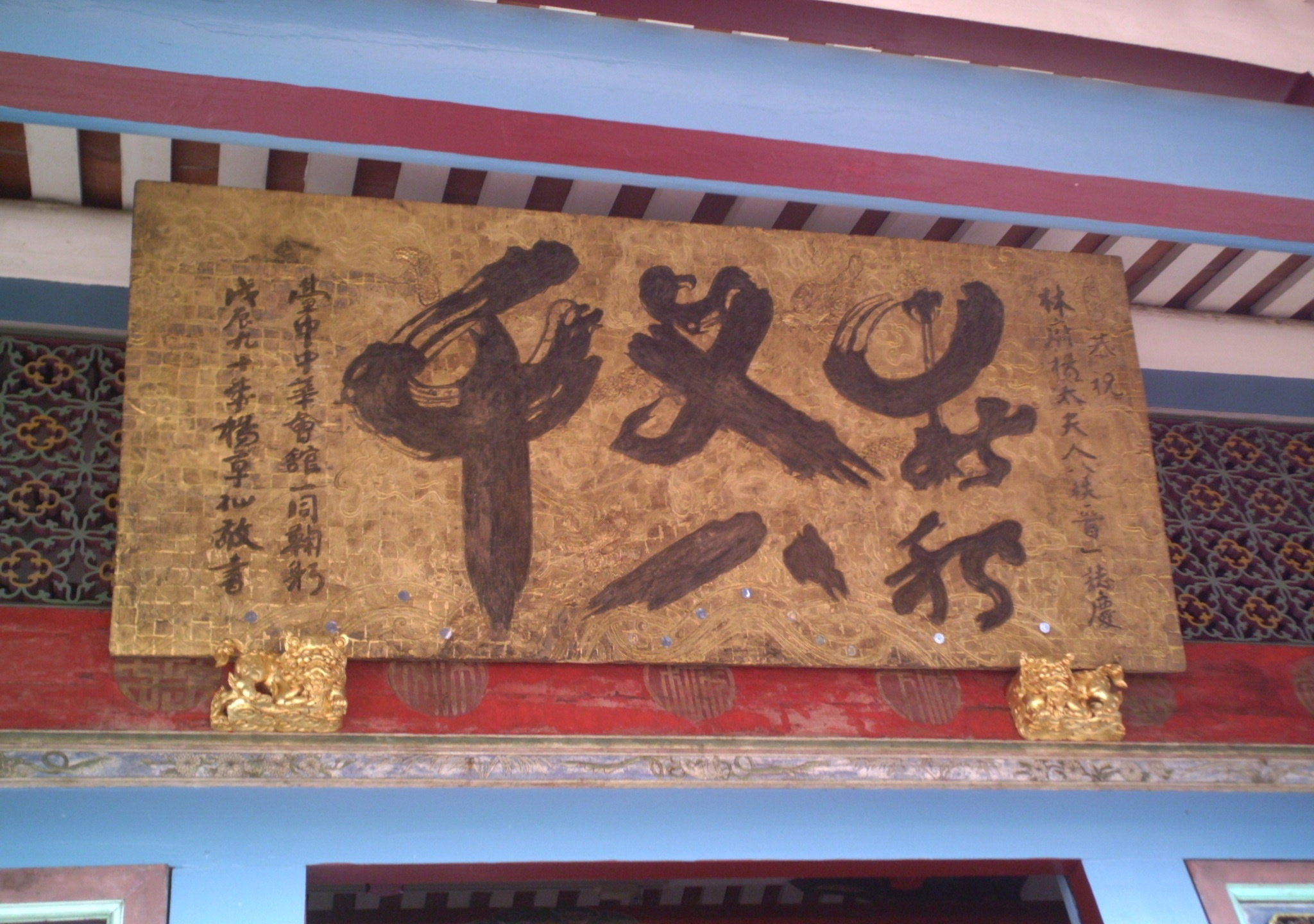
臺灣霧峰林家宅園「春秋又八千」壽匾。書寫於1928年（戊辰年，日本昭和3年）。此壽匾是楊草仙為了慶賀林朝棟之妻楊水萍虛歲81歲生日而作。

楊草仙的狂草，褒貶不一。褒者認為他具有張旭、王狂草的特色，曾多次為孫文題寫匾額。著有〈書道談話〉六則，總結他創作狂草書法的經驗，他的墨跡深受世人珍惜，所以家中並無留藏。。其書法甚得孫文、于右任稱讚。。
至於貶者，則認為他的書法屬於俗誕狂怪之流，如書法家陳定山就認為楊草仙「怪俗，或如墨豬，或如結繩，或如鍋底刷，可謂書家一大劫運。」。。